# Färda
Färda är en by i Södra Unnaryds distrikt (Södra Unnaryds socken) i västra Småland som sedan 1974 tillhör Hylte kommun och Hallands län. Byn ligger vid länsväg N 876, sex kilometer norr om tätorten Unnaryd och omges i nordost och sydost av de tre sjöarna Norrsjön, Sörsjön och Hallasjön.
Byn var på början av 1900-talet betydligt mera omfattande och hade då flera invånare än Unnaryd.
Husen i Färda består till största delen av sommarboende danskar, tyskar och svenskar. 
Internet via fiberkabel täcker byn och dess omnejd sedan 2015.
Invånarna har en stor byfest varje sommar.